# Röttgen (Lohmar)
Röttgen ist ein Weiler, der zur Stadt Lohmar im Rhein-Sieg-Kreis in Nordrhein-Westfalen gehört. 

## Geographie
Röttgen liegt im Osten von Lohmar. Umliegende Ortschaften sind Peisel und Hausen im Norden, Höfferhof und Alfenhard im Nordosten, Wahlen (zu Neunkirchen-Seelscheid) im Osten, Grimberg im Südosten, Naaferberg und Ellhausen im Süden, Ungertz und Donrath im Südwesten, Reelsiefen im Westen sowie Höngesberg im Nordwesten.
Im Südosten und Süden fließt der Naafbach an Röttgen vorbei, ein orographisch linker Nebenfluss der Agger. Westlich von Röttgen fließt die Agger. 

## Geschichte
Im Jahre 1885 hatte Röttgen acht Einwohner, die in drei Häusern lebten.
Bis 1969 gehörte Röttgen zu der bis dahin eigenständigen Gemeinde Wahlscheid.

## Verkehr
Westlich von Röttgen verläuft die Bundesstraße 484, östlich verläuft die Kreisstraße 34. Das Anruf-Sammeltaxi (AST) kann in den benachbarten Orten als Anbindung an den ÖPNV genutzt werden. Röttgen gehört zum Tarifgebiet des Verkehrsverbunds Rhein-Sieg (VRS).